# Raffaella Manieri
Raffaella Manieri (ur. 26 listopada 1986 w Pesaro, Włochy) – włoska piłkarka, grająca na pozycji obrońcy.

## Kariera piłkarska

### Kariera klubowa
Wychowanka klubu Arzilla Pesaro. W 1999 rozpoczęła karierę piłkarską w Vigor Senigallia. Potem występowała w klubach Torino CF, ASD Bardolino i Torres CF. W sierpniu 2013 podpisała kontrakt z niemieckim Bayernem Monachium. Latem 2016 wróciła do ojczyzny, gdzie została zawodnikiem ACF Brescia Femminile.

### Kariera reprezentacyjna
W lipcu 2007 debiutowała w narodowej reprezentacji Włoch w meczu z Meksykiem. Wcześniej broniła barw juniorskiej reprezentacji U-19 na Mistrzostwa świata U-19 w 2004 roku.

## Sukcesy i odznaczenia

### Sukcesy piłkarskie
ASD Bardolino
- mistrz Włoch: 2008
- zdobywca Superpucharu Włoch: 2007

Torres Calcio
- mistrz Włoch: 2010, 2011, 2012, 2013
- zdobywca Pucharu Włoch: 2011
- zdobywca Superpucharu Włoch: 2009, 2010, 2011, 2012

Bayern Monachium
- mistrz Niemiec: 2015, 2016

ACF Brescia
- zdobywca Superpucharu Włoch: 2016